# 워오브드래곤즈
《워오브드래곤즈》는 엠게임에서 서비스 중인 게임이다. 현재는 서비스가 종료되었다.